# Hämmerlebrücke
Die Hämmerlebrücke beziehungsweise das Muthener Viadukt ist eine unter Denkmalschutz stehende Eisenbahnbrücke der Bahnstrecke Buchloe–Lindau, die über die Leiblach und die Kreisstraße LI 7 führt. Sie liegt im Landkreis Lindau (Bodensee) und berührt die Gemeinden Opfenbach (westlicher Brückenkopf) sowie Hergatz (östlicher Brückenkopf). Benannt ist sie nach den Weilern Muthen (zu Hergatz) und Hämmerle (teilweise zu Hergatz und teilweise zu Opfenbach). Es handelt sich um ein Viadukt mit drei Fischbauchträgern auf gemauerten Pfeilern und Widerlagern.

## Geschichte
Im Jahr 1850 entstand im Zuge des Baus der Ludwig-Süd-Nord-Bahn an der Stelle der heutigen Hämmerlebrücke eine Brücke aus Lärchen-Kantholz. 1881 wurde auf Grund von Statikproblemen die Holzbrücke durch eine Eisenbrücke ersetzt. Dazu wurden rund 180 Tonnen Eisen verbaut. 1901 erhielt die Brücke für den zweigleisigen Ausbau einen Anbau. Im Jahr 1926 wurde die Brücke mit nochmals 135 Tonnen Eisen aus Kaiserslautern verstärkt. 1997 erfolgte eine Sanierung der Brücke.